# Толстик (Тверская область)
Толстик — деревня в Осташковском городском округе Тверской области России. До 2017 года входила в состав ныне упразднённого Мошенского сельского поселения Осташковского муниципального района.

## География
Деревня находится в северо-западной части Тверской области, в зоне хвойно-широколиственных лесов, в пределах Валдайской возвышенности,на берегу озера Селигер, в непосредственной близости от города Осташкова, административного центра округа. 

### Климат
Климат характеризуется как умеренно континентальный, с относительно мягкой зимой и прохладным влажным летом. Среднегодовая температура воздуха — 4 °C. Средняя температура воздуха самого холодного месяца (января) — −17 — −9 °C (абсолютный минимум — −47 °C); самого тёплого месяца (июля) — 17 — 18 °C (абсолютный максимум — 38 °C). Вегетационный период длится немногим более четырёх месяцев. Годовое количество атмосферных осадков составляет в среднем 650 мм, из которых большая часть выпадает в тёплый период. Снежный покров держится в течение 140 дней.

### Часовой пояс
Деревня Толстик, как и вся Тверская область, находится в часовой зоне МСК (московское время). Смещение применяемого времени относительно UTC составляет +3:00.

## Население
| 2008 | 2010 |
| ---- | ---- |
| 2    | ↘1   |

### Национальный состав
Согласно результатам переписи 2002 года, в национальной структуре населения русские составляли 100 % из 2 чел.